# ザンダー・ザヤス
ザンダー・ザヤス（Xander Zayas、2002年9月5日 - ）は、プエルトリコのプロボクサー。サンフアン出身。現WBO世界スーパーウェルター級王者。

## 来歴

### アマチュア時代
6歳からアマチュアボクシングに出場し始め、プエルトリコ選手権で5度優勝した。11歳の時にアメリカ合衆国のフロリダ州サンライズへ移住し、2017年と2018年の全米選手権で金メダルを獲得した。

### プロ時代
2019年10月26日、ネバダ州・リノのリノ・スパークス・コンベンション・センターでプロデビュー戦を行い、1回1分24秒KO勝ち。
2022年8月13日、ネバダ州・ラスベガスのリゾート・ワールド・ラスベガスでイライアス・エスパダスとNABO北米スーパーウェルター級王座決定戦を行い、5回23秒TKO勝ちを収め王座獲得に成功した。
2023年6月10日、ニューヨーク州ニューヨークのマディソン・スクエア・ガーデン内フールー・シアターでロナルド・クルスとNABF北米スーパーウェルター級王座決定戦を行い、8回3-0の判定勝ちを収め、NABF王座獲得に成功するとともに2度目のNABO王座防衛に成功した。

## 戦績
- プロボクシング：22戦 22勝 (13KO) 無敗

| 戦           | 日付           | 勝敗 | 時間 | 内容    | 対戦相手                         | 国籍           | 備考                                             |
| ------------ | -------------- | ---- | ---- | ------- | -------------------------------- | -------------- | ------------------------------------------------ |
| 1            | 2019年10月26日 | ☆    | 1R   | KO      | ジェネシス・ウィン               | アメリカ合衆国 | プロデビュー戦                                   |
| 2            | 2019年11月30日 | ☆    | 1R   | KO      | バージル・ウィンドフィールド     | アメリカ合衆国 |                                                  |
| 3            | 2020年1月11日  | ☆    | 4R   | 判定3-0 | コリー・チャンピオン             | アメリカ合衆国 |                                                  |
| 4            | 2020年2月28日  | ☆    | 3R   | TKO     | マークリン・ベイリー             | アメリカ合衆国 |                                                  |
| 5            | 2020年9月4日   | ☆    | 1R   | KO      | オーランド・サルガド             | メキシコ       |                                                  |
| 6            | 2020年10月24日 | ☆    | 1R   | TKO     | アンソニー・カーティス           | アメリカ合衆国 |                                                  |
| 7            | 2021年2月20日  | ☆    | 6R   | 判定3-0 | ジェームズ・マーティン           | アメリカ合衆国 |                                                  |
| 8            | 2021年4月24日  | ☆    | 1R   | TKO     | デマーカス・レイトン             | アメリカ合衆国 |                                                  |
| 9            | 2021年6月12日  | ☆    | 3R   | TKO     | ラリー・フライヤーズ             | アメリカ合衆国 |                                                  |
| 10           | 2021年9月10日  | ☆    | 8R   | 判定3-0 | ホセ・ルイス・サンチェス         | メキシコ       |                                                  |
| 11           | 2021年10月23日 | ☆    | 4R   | TKO     | ダン・カーペンシー               | アメリカ合衆国 |                                                  |
| 12           | 2021年12月11日 | ☆    | 3R   | TKO     | アレッシオ・マストロヌンツィオ   | イタリア       |                                                  |
| 13           | 2022年3月19日  | ☆    | 8R   | 判定3-0 | クインシー・ラバライス           | アメリカ合衆国 |                                                  |
| 14           | 2022年8月13日  | ☆    | 5R   | TKO     | イライアス・エスパダス           | メキシコ       | NABO北米スーパーウェルター級王座決定戦           |
| 15           | 2023年6月10日  | ☆    | 8R   | 判定3-0 | ロナルド・クルス                 | アメリカ合衆国 | NABF北米スーパーウェルター級王座決定戦 NABO防衛1 |
| 16           | 2023年9月15日  | ☆    | 5R   | TKO     | ロベルト・バレンズエラ・ジュニア | メキシコ       | NABO防衛2・NABF防衛1                             |
| 17           | 2023年12月9日  | ☆    | 5R   | TKO     | ホルヘ・フォルトゥナ             | ドミニカ共和国 | NABO防衛3・NABF防衛2                             |
| 18           | 2024年2月16日  | ☆    | 5R   | TKO     | エリアス・アラウホ               | アルゼンチン   | NABO防衛4・NABF防衛3                             |
| 19           | 2024年6月8日   | ☆    | 10R  | 判定3-0 | パトリック・テシェイラ           | ブラジル       | NABO防衛5・NABF防衛4                             |
| 20           | 2024年9月27日  | ☆    | 10R  | 判定3-0 | ダミアン・ソーサ                 | メキシコ       | NABO防衛6・NABF防衛5                             |
| 21           | 2025年2月14日  | ☆    | 9R   | TKO     | スラワ・スポマー                 | ドイツ         | NABO防衛7・NABF防衛6                             |
| 22           | 2025年7月27日  | ☆    | 12R  | 判定3-0 | ホルヘ・ガルシア                 | メキシコ       | WBO世界スーパーウェルター級王座決定戦            |
| テンプレート |                |      |      |         |                                  |                |                                                  |

## 獲得タイトル
- NABO北米スーパーウェルター級王座
- NABF北米スーパーウェルター級王座
- WBO世界スーパーウェルター級王座（防衛0）